# Frank Lüdke
Frank Lüdke (* 1965 in Wolfsburg) ist ein deutscher evangelischer Theologe und Professor für Kirchengeschichte an der Evangelischen Hochschule Tabor.

## Leben
Lüdke wuchs in Wolfsburg auf. Seine Studien der evangelischen Theologie absolvierte er von 1984 bis 1988 am damaligen Theologischen Seminar Tabor (heute Evangelische Hochschule Tabor) in Marburg und von 1989 bis 1995 in Bonn, Gießen, Tübingen, Deerfield/IL (USA) und Marburg mit den Abschlüssen Master of Theology (Th.M.) und Dipl.-Theol. Im Jahr 2003 erfolgte an der Universität Marburg seine Promotion zum Dr. theol.
Von 1988 bis 1990 arbeitete Lüdke als Gemeindediakon in der Evangelischen Kirchengemeinde Drespe (Rheinland) und von 1995 bis 2000 als Prediger der Gemeinschaft in der Evangelischen Kirche Marburg-Ortenberg. Im Jahr 2000 nahm er seine Lehrtätigkeit als Dozent an der Evangelischen Hochschule Tabor auf, wo er seit 2011 Professor ist. Seit 2006 ist er dort außerdem Leiter der Forschungsstelle Neupietismus und seit 2018 Prorektor der Hochschule.
Im Dezember 2016 wurde er von der Union Evangelischer Kirchen (UEK) als Delegierter in die Historische Kommission zur Erforschung des Pietismus berufen.
Frank Lüdke ist verheiratet und hat eine Tochter und einen Sohn.

## Mitgliedschaften
- Historische Kommission zur Erforschung des Pietismus[3]
- Hessische Kirchengeschichtliche Vereinigung
- Verein für Freikirchenforschung
- Verein für hessische Geschichte und Landeskunde Kassel 1834 e. V.
- Vorstand der Arbeitsgemeinschaft Christlicher Kirchen (ACK) in Marburg

Quelle:

## Forschungsinteressen
- Historische Zusammenhänge von Pietismus und Gemeinschaftsbewegung
- Die Theologie der Heiligungsbewegung
- Gemeinschaftsbewegung und Nationalsozialismus
- Konzeptionen neupietistischer Gemeindearbeit heute

## Publikationen (Auswahl)

### Als Autor
- Diakonische Evangelisation. Die Anfänge des Deutschen Gemeinschafts-Diakonieverbandes 1899–1933. Zugl. Dissertation, Kohlhammer, Stuttgart 2003, ISBN 3-17-017899-7.

### Als Herausgeber
- Glaube in Erfahrung. Theologische Studien. 100 Jahre Tabor, eine starke Gemeinschaft wächst weiter. Francke, Marburg 2009, ISBN 978-3-86827-035-8.

Schriften der Evangelischen Hochschule Tabor (SEHT)
- mit Norbert Schmidt: Was ist neu am Pietismus? Tradition und Zukunftsperspektiven der Evangelischen Gemeinschaftsbewegung. Lit, Münster 2010, ISBN 978-3-643-10485-4
- mit Norbert Schmidt: Die neue Welt und der neue Pietismus. Angloamerikanische Einflüsse auf den deutschen Neupietismus. Lit, Münster 2012, ISBN 978-3-643-11534-8.
- mit Norbert Schmidt: Evangelium und Erfahrung – 125 Jahre Gemeinschaftsbewegung. Lit, Münster 2014, ISBN 978-3-643-12272-8.
- mit Norbert Schmidt: Pietismus – Neupietismus – Evangelikalismus. Lit, Münster 2017, ISBN 978-3-643-13482-0.
- mit Henning Freund: Alfred Lechler (1887–1971) – Psychiatrie im Spannungsfeld von Glaube und Politik. Berlin 2017, ISBN 978-3-643-13479-0.
- mit Norbert Schmidt: „… dann komm jetzt nach vorne!“. Evangelisation als mediale Inszenierung des Evangeliums. Lit, Münster 2018, ISBN 978-3-643-13997-9.
- mit Norbert Schmidt: Alter Wein in neuen Schläuchen? Gemeinschaftsbewegung und Gemeindeaufbau seit den 1970er Jahren. Lit, Münster 2020, ISBN 978-3-643-14579-6.